# Европейская бизнес-ассамблея
Европейская бизнес-ассамблея (англ. Europe Business Assembly) — организация из Оксфорда, продающая по данным The Times и других СМИ «фальшивые награды» или «награды тщеславия».
Учреждённые данной организацией награды, среди которых «Международная премия Сократа» и «Памятная награда имени королевы Виктории», на самом деле никак не связаны с Оксфордским университетом.
Вручение данных наград происходит после того, как получатель заплатит сумму в размере 10 тысяч евро. Когда необходимые средства поступают, награды торжественно вручают в таких местах как Оксфордская ратуша или Институт директоров в Лондоне.

## История
Европейская бизнес-ассамблея основана в 2000 году украинским предпринимателем Антоном Савовым, который управляет организацией вместе с сыном Иваном Савовым, бывшим студентом Университета Оксфорд Брукс. Иван Савов кроме того, является директором EБA.
Европейская бизнес-ассамблея позиционирует себя как «Оксфордский институт», но в действительности никак не связана с Оксфордским университетом.

## Деятельность
Европейская бизнес-ассамблея предлагает покупателям приобрести различные награды, членство в «академическом союзе» и публикации в научном журнале. Награды вручаются в Оксфордской ратуше и Институте директоров в Лондоне, где проводятся церемонии с трубачами, оркестром и костюмированным выступлением. Награды часто вручает Джон Неттинг, бывший преподаватель Университета Оксфорд Брукс, ранее преподававший Ивану Савову. Обладатели премий ЕБА платят за них и участие в церемониях награждения: в одном случае участие во вручении стоило 11 тысяч евро, а сама награда — порядка 7300 евро.
Центр журналистских расследований обнаружил у компаний и частных лиц из Боснии и Герцеговины и Сербии покупки на протяжении многих лет наград Европейской бизнес-ассамблеи. Награждённые утверждали, что регалии вручались за «выдающиеся результаты, полученные в престижном конкурсе». По словам журналиста Энди Джеринга, награды покупают также люди из Ближнего Востока и России, поскольку «люди оттуда до сих пор думают, что за деньги можно купить себе регалии».
Одним из награждённых стал Dumpong Rural Bank (Гана), который получил награду «Лучшее предприятие» и Од Пхонгсаван из Phongsavanh Bank (Лаос), получивший «Международную премию Сократа».
В июле 2019 года президент Конфедерации промышленности и транспорта Чехии Ярослав Ханак представил «Оксфордский диплом» на официальном сайте конфедерации и странице в Твиттере. Пресс-секретарь конфедерации тогда заявил, что этот диплом регулярно присуждается различным топ-менеджерам. Кроме того, он утверждал, что Европейская бизнес-ассамблея сама оплатила расходы за церемонию (включая авиабилеты и проживание). Сам Ганак заявил: «Я оплатил церемонию, но не знал, будет ли в ней вручение диплома». По его словам, организация сама обратилась к нему по электронной почте.

## Критика
Проект по расследованию коррупции и организованной преступности писал о Европейской бизнес-ассамблее и подобных ей организациях, что «награду получает любой, кто заплатит».
В 2015 году индонезийский журнал раскритиковал ЕБА за продажу «бессмысленных наград эгоистичным чиновникам, особенно из стран, известных коррупцией». В заметке журнала отмечается, что, по крайней мере, два индонезийских чиновника купили награды ЕБА. В 2017 году два региональных совета в Малайзии раскритиковали за покупку премий ЕБА в 2013 и 2014 годах. Член одного из законодательных органов в Малайзии Мухаммед Фарид Саад сравнил приобретение данных регалий с «покупкой поддельных учёных степеней». В 2017 году китайские СМИ сообщили, что в 2011 году государственная компания Longyuan Power Group «заплатила за вымышленную награду Best Enterprise», вручающейся ЕБА. South China Morning Post писала, что с целью продажи поддельных наград мошенничество прикрывалось именем Оксфордского университета.
Мэры двух португальских городов Фернандо Руас и Хосе Мария да Кунья Коста в 2013 году использовали бюджетные средства для приобретения награды «Лучший город». Руас, ставший в 2014 году депутатом Европарламента, признал, что внёс «регистрационный взнос», поверив в репутацию ЕБА.
В июле 2017 года The Times написал, что «академическая репутация Оксфордского университета используется украинскими бизнесменами, продающими поддельные награды на миллионы фунтов стерлингов». Покупателями награды также становилось руководство КП «Харьковский метрополитен» и Полтавского национального технического университета.